# Acheta latiuscula
Acheta latiuscula är en insektsart som beskrevs av Andrej Vasiljevitj Gorochov 1993. Acheta latiuscula ingår i släktet Acheta och familjen syrsor. Inga underarter finns listade i Catalogue of Life.